# Maicon Pereira de Oliveira
Maicon Pereira de Oliveira (Rio de Janeiro, 8 mei 1988 – Donetsk, 8 februari 2014) was een Braziliaans voetballer die als aanvaller speelde onder de naam Maicon.
Hij brak door bij Volyn Loetsk waar hij in het seizoen 2011/12 met 14 doelpunten gedeeld topscorer werd in Oekraïne. Hij speelde ook kort op huurbasis voor Steaua Boekarest. Maicon werd aangetrokken door Sjachtar Donetsk waarmee hij in 2013 Oekraïens kampioen werd. Ook verhuurde die club hem, eerst aan Zorja Loehansk en in het seizoen 2013/14 aan Illitsjivets Marioepol. Op 8 februari 2014 overleed hij aan de gevolgen van een auto-ongeluk in Donetsk.